# Fatou Kiné Badji
Pour les articles homonymes, voir Badji.
Fatou Kiné Badji, née le 4 décembre 1995, est une judokate sénégalaise.

## Carrière
Fatou Kiné Badji remporte la médaille de bronze dans la catégorie des moins de 70 kg aux championnats d'Afrique de judo 2021 à Dakar.

## Palmarès
| Année | Compétition            | Lieu  | Résultat | Catégorie      |
| ----- | ---------------------- | ----- | -------- | -------------- |
| 2021  | Championnats d'Afrique | Dakar | 3e       | Moins de 70 kg |